# إيفايلو بتروف
إيفايلو بتروف (بالبلغارية: Ивайло Петров)‏ هو لاعب كرة قدم بلغاري في مركز الوسط، ولد في 23 يناير 1991 في سليفن في بلغاريا. لعب مع او في سي سليفن 2000.

## وصلات خارجية
- إيفايلو بتروف على موقع قاعدة بيانات كرة القدم.إي يو (الإنجليزية)
- إيفايلو بتروف على موقع Soccerway.com (الإنجليزية)